# Rudrankksh Patil
Rudrankksh Balasaheb Patil (Marathi रुद्राक्ष बाळासाहेब पाटील; * 16. Dezember 2003 in Thane) ist ein indischer Sportschütze. Er ist mehrfacher Weltmeister und Asienspielesieger mit dem Luftgewehr.

## Werdegang
Rudrankksh Patil begann im Alter von 12 Jahren an der Dronacharya Sports Academy mit dem Schießsport. Motiviert zu diesem Schritt hatte ihn der Erfolg von Abhinav Bindra, der eine olympische Medaille gewonnen hatte. Er war anfangs nicht vom Schießen angetan, weil er es langweilig fang. Seine Mutter konnte ihn zum Schießtraining überzeugen, indem sie ihm besondere Gerichte kochte.
Bei den Asienspielen 2022 in Hangzhou erzielte Patil mit seinen Landsmännern Divyansh Singh Panwar und Aishwary Tomar einen neuen Weltrekord beim 10-Meter-Luftgewehr-Mannschafts-Schießen mit 1893,7 Ringen und gewann Gold im Finale. Zwei Wochen später konnte Patil seinen bis dahin größten Triumph feiern, als er bei den Schieß-Weltmeisterschaften in Kairo jeweils den 1. Platz im 10-Meter-Luftgewehr- und 10-Meter-Luftgewehr-Mannschafts-Schießen gewann und sich somit zum Weltmeister krönte.
In den Jahren 2023 und 2025 konnte er bei den jeweiligen ISSF World Cups insgesamt drei Gold-, zwei Silber- und zwei Bronzemedaillen gewinnen.